# La Jaula (serie de televisión)
La Jaula fue una serie de televisión mexicana transmitida por el Canal de las Estrellas de Televisa los viernes a las 10 de la noche, entre 2003 y 2004.
Protagonizada por Rafael Inclán, César Bono, Carlos Eduardo Rico y Carlos Bonavides, con las actuaciones estelares de Omar Chaparro, Margarito, Maribel Fernández, Tony Balardi, Pedro Romo, Sheyla, Raúl Padilla "Chóforo" y los primeros actores Lalo "El Mimo" y Jorge Arvizu "El Tata".

## Trama
"La Jaula" es el departamento que todo hombre desea tener; es un lugar único que comparten cuatro amigos de la infancia: el diputado Tranzini, Manolo, Charly y Nico quienes tienen un día a la semana para llevar a sus conquistas del sexo opuesto. En La Jaula todo puede suceder, hasta lo más inesperado porque cada uno de los personajes con su singular estilo le ponen la sal y la pimienta para cautivar a sus invitadas, aunque por razones circunstanciales muchas veces sus aventuras amorosas no se llegan a concretar.

## Elenco
- Rafael Inclán como el Diputado Tranzini
- César Bono como Manolo «El Ex Torero»
- Carlos Bonavides como Carlos «Charly, el Empresario» / el Carnicero
- Carlos Eduardo Rico como Nicolás «Nico, el Comediante»
- Sheyla como Ignacia «Nachita»
- Tony Balardi como Sócrates
- Margarito como el mayordomo
- Omar Chaparro
- Pedro Romo
- Maribel Fernández como Franca Garzón / Francisca «Doña Paquita»
- Lalo "El Mimo"
- Raúl Padilla "Chóforo"
- Jorge Arvizu "El Tata" como «el Tata»

### Invitados especiales
- Adal Ramones
- Adriana Fonseca
- Aleida Nuñez
- Alejandro Suárez
- Andrés García
- Andrea Legarreta
- Anastasia
- Carmen Molero
- Cecilia Galiano
- Daniela Luján
- Eduardo España (como Márgara Francisca)
- Elizabeth Álvarez
- Humberto Elizondo
- Irma Serrano
- Ivonne Soto
- Jacqueline Arroyo
- Jorge van Rankin
- Julio Preciado
- La Oreja
- Lupita D'Alessio
- Karenka
- Lisette Morelos
- Lorena Álvarez
- Lorena Herrera
- Lorena Enríquez
- Lourdes Deschamps
- Mariana Ríos
- Marian Cantú
- María Antonieta de las Nieves (como La Chilindrina)
- Marisol Mijares
- Mauricio Castillo
- Paola Toyos
- Pablo Cheng
- Raúl Magaña
- Roberto Palazuelos
- René Strickler
- Rosalba Quiroz
- Sabrina Sabrok
- Shamila
- Vanessa Guzmán
- Viña Machado

## Otros datos
- Tema Musical: "La Jaula" por Pedro Alberto Cárdenas.
- Libreto: Carlos Délfor, Antonio Ávila y Manolo Santar.
- Coordinadora General de Producción: Liliana Chávez
- Director de Escena: Fernando Nesme
- Productor Asociado y Director de Cámaras: Gilberto Minchaca
- Productor Ejecutivo y Director: Guillermo del Bosque